# Jan Navrátil (politik)
Jan Navrátil (* 1. prosince 1955 Kyjov) je český politik, v letech 1992 až 1996 poslanec České národní rady a Poslanecké sněmovny PČR, v letech 2004 až 2016 zastupitel Jihomoravského kraje, člen KSČM.

## Biografie
Dětství prožil v obci Sobůlky, pak žil v Hodoníně. Vystudoval Střední průmyslovou školu v Břeclavi. Po základní vojenské službě nastoupil do podniku Železárny Veselí nad Moravou. Vystudoval Právnickou fakultu Univerzity Komenského v Bratislavě. Pracoval pak v bytovém družstvu a na finanční správě a počátkem roku 1992 přešel do soukromého sektoru (krátce jako obchodní ředitel firmy s daňovým a účetním poradenstvím).
Ve volbách v roce 1992 byl zvolen do České národní rady za koalici Levý blok, kterou tvořila KSČM a menší levicové skupiny (volební obvod Jihomoravský kraj). Zasedal v ústavněprávním výboru.
Od vzniku samostatné České republiky v lednu 1993 byla ČNR transformována na Poslaneckou sněmovnu Parlamentu České republiky. V lednu roku 1994 přešel do samostatného poslaneckého klubu KSČM poté, co se koalice Levý blok rozpadla na několik levicových frakcí. Mandát ve sněmovně zastával do voleb v roce 1996. V první polovině 90. let se angažoval v petičním hnutí proti vstupu České republiky do Evropské unie a Severoatlantické aliance.
Po odchodu ze sněmovny pracoval od 1. července 1996 jako advokát. Trvale od roku 1990 zasedá za KSČM v městském zastupitelstvu v Hodoníně, kam byl opakovaně zvolen v komunálních volbách roku 1994, volbách roku 1998, volbách roku 2002, volbách roku 2006, volbách roku 2010 a volbách roku 2014.
Byl členem zastupitelstva Jihomoravského kraje. Do krajského zastupitelstva byl zvolen poprvé v krajských volbách roku 2004. Mandát obhájil v krajských volbách roku 2008 a krajských volbách roku 2012. V krajských volbách roku 2016 však neuspěl.